# Lecco–Bergamo-vasútvonal
A Lecco–Bergamo-vasútvonal egy 33 km hosszúságú, normál nyomtávolságú vasútvonal Olaszországban, Lecco és Bergamo között. A vonal 3000 V egyenárammal villamosított, fenntartója az RFI.